# Pterolophia bicolor
Pterolophia bicolor är en skalbaggsart som beskrevs av Stefan von Breuning 1961. Pterolophia bicolor ingår i släktet Pterolophia och familjen långhorningar. Inga underarter finns listade i Catalogue of Life.